# Односи Југославије и Замбије
Односи Југославије и Замбије били су историјски спољни односи између Социјалистичка Федеративна Република Југославија и Замбије. Односи су се развили и били фокусирани на заједничко чланство и учешће у активностима Покрета несврстаних. Дипломатски односи између Југославије и Замбије успостављени су 24. октобра 1964. године. Свој врхунац су достигли пре и током 3. конференције шефова држава или влада земаља Несврстаних земаља у Лусаки 1973, када је Југославија пружила велику логистичку и дипломатску подршку релативно недавно деколонизованој Замбији.

## Историјат
Југословенске организације и Влада су морално, политички и финансијски помагали ослободилачки покрет Замбије пре стицања независности. Југословенска делегација на челу са потпредседником Савезног извршног већа Александром Грличковим присуствовала је свечаном проглашењу независности Замбије 24. октобра 1964. године.

### 3. конференција шефова држава и влада несврстаних земаља у Лусаки
Након што је Лусака изабрана за домаћина 3. конференције шефова држава и влада несврстаних земаља, град се суочио са великим проблемом недостатка објеката за домаћина догађаја. Само четири месеца пре догађаја Председник Замбије Кенет Каунда (колебљив да позива компаније из Западног блока) је позвао грађевинску компанију Енергопројект из Београда тражећи од њих да што брже саграде конгресну дворану са 4.000 седала и да цена није у питању. Пројекат је дизајнован и грађен истовремено и 115 дана након почетка радова и две недеље пре рока, нова конгресна сала је била спремна за догађај. Југословенску делегацију на конференцији предводио је Хрватски дипломата Будимир Лончар. Председавао је југословенском групом за израду докумената и пружио сличну подршку замбијској делегацији на припремном састанку у Танзанији између 13. и 17. априла 1970. године. Држава домаћин је касније чак одлучила да га именује за председавајућег групе која је израдила завршни документ конференције и група која је доставила документе и материјале замбијској делегацији. 48 година након конференције, у интервјуу са хрватским историчарем Твртком Јаковином, прокоментарисао је да је "Конференција у Лусаки моја од А до Ж".

## Економска сарадња
(ЗЕЦЦО), грађевинска компанија са седиштем у Лусаки која запошљава 170 људи са пуним радним временом и има годишњи промет од 3 милиона америчких долара, основана је 1965. године као заједничко предузеће између замбијске и југословенске владе. Првобитно је 65% био у власништву замбијске државне инвестиције ЗИМЦО и 35% у власништву Енергопројекта Југославије.

## Списак билатералних државних посета

### Југословенске посете Замбији
- 2-9. фебруар 1970: Јосип Броз Тито[7]
- 8-10. септембар 1970: Јосип Броз Тито[7]

### Замбијске посете Југославији
- 22-25. мај 1964: Кенет Каунда[7]
- Септембар 1965: Кенет Каунда[7]
- Јун 1967: Кенет Каунда[7]
- Октобар 1969: Кенет Каунда[7]
- 6-12. мај 1970: Кенет Каунда[7]
- 1971: Кенет Каунда[7]
- 27-29. септембар 1974: Кенет Каунда[7]